# Conilurus albipes
Conilurus albipes (кролячий пацюк білоногий) — вимерлий вид мишоподібних гризунів родини мишеві (Muridae).

## Поширення
Вид був досить поширений у XVIII ст. у Східній Австралії. Зустрічався в лісах на території від Аделаїди до Сіднея. Останній зразок був записаний приблизно в 1845 році, але є непідтверджені дані, що його бачили в 1856-57 і, можливо, в 1930-их роках.

## Причини вимирання
Можливі причини вимирання - хвороби завезених пацюків, підсічно-вогневе землеробство і винищення кішками.